# هيبوزانتين
الهيبوزانتين هي قاعدة نيتروجينية ومشتق بيورين  طبيعي الوجود، يتواجد أحيانا كمكون للأحماض النووية حيث يوجد في ضد الكودون لرنا ناقل على هيئة النيوكليوسيد الذي يدخل في تركيبه: الإينوسين، لديه صنو يعرف بـ 6-هيدروكسي بيورين. الهيبوزانتين إضافة ضرورية في بعض الخلايا مثل البكتيريا ومزارع الطفيليات لكونه ركيزة ومصدرا للنيتروجين، على سبيل المثال  يُستخدَم عادة ككاشف في مزارع طفيليات الملاريا لأن المتصورة المنجلية تحتاج مصدرا للهيبوزانتين لتخليق الأحماض النووية وللأيض المولِّد للطاقة.
في أوت 2011 تم نشر تقرير -بناء على دراسات ناسا على نيازك وجدت على الأرض- يقول أن الهيبوزانتين ومركبات عضوية أخرى بما فيها مكونات الدنا والرنا الأدينين والغوانين يمكن أن تكون تشكلت في الفضاء الخارجي.
تحتوي دودة الفيرتيما التي تستخدم في تحضيرات الطب الصيني على الهيبوزانتين.

## صور أخرى

أدينين
غوانين
زانثين

## روابط خارجية
- هيبوزانتين في المكتبة الوطنية الأمريكية للطب نظام فهرسة المواضيع الطبية (MeSH).